# Стойловский
Стойловский — хутор в составе городского округа «город Михайловка» Волгоградской области.
Население — 61 (2010) человек.

## История
Хутор Стойловский относился к юрту станицы Кепинской Усть-Медведицкого округа Земли Войска Донского (с 1870 — Область Войска Донского). В 1859 году на хуторе проживало 53 мужчины и 60 женщин. Согласно переписи населения 1897 года на хуторе проживало 124 мужчины и 144 женщины, из них грамотных: мужчин — 41, женщин — 4.
Согласно алфавитному списку населённых мест Области Войска Донского 1915 года на хуторе имелось хуторское правление, проживало 175 мужчин и 182 женщины, земельный надел общий со станицей.
В 1928 году хутор Стойловский был включён в состав Михайловского района Хопёрского округа (упразднён в 1930 году) Нижне-Волжского края (с 1934 года — Сталинградский край). На момент образования района хутор являлся центром Стойловского сельсовета. В соответствии с постановлением президиума краевого исполнительного комитета от 31 октября 1928 г. протокол № 7, постановлением Нижневолжской краевой административной комиссии от 08 декабря 1928 г. протокол № 5 в Стойловский сельсовет был присоединен к Демочкинскому сельсовету. В 1954 году Арчединский и Демочкинский сельсоветы были объединены в один Арчединский сельский Совет, центр станица Арчединская.
В 2012 году хутор включён в состав городского округа город Михайловка

## География
Хутор находится в степи, на равнине, в 1,3 км от правого берега реки Медведицы. Высота центра населённого пункта — около 70 метров над уровнем моря. К югу от хутора пойменный лес. Почвы — чернозёмы южные и пойменные нейтральные и слабокислые.
Автодорогой с твёрдым покрытием хутор связан со станицей Арчединской (10 км). По автомобильным дорогам расстояние до районного центра города Михайловка — 38 км, до областного центра города Волгоград — 220 км.
Часовой пояс
Стойловский, как и вся Волгоградская область, находится в часовой зоне МСК (московское время). Смещение применяемого времени относительно UTC составляет +3:00.

## Население
Динамика численности населения по годам:
| 1859 | 1873 | 1897 | 1915 | 1987 |
| ---- | ---- | ---- | ---- | ---- |
| 113  | 216  | 268  | 357  | ≈200 |

| 2010 |
| ---- |
| 61   |